# Novae

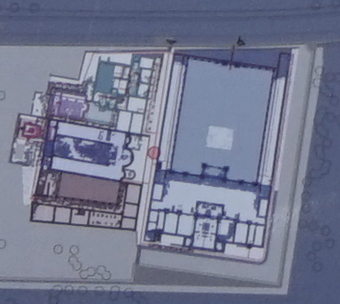
Planul așezării Novae cu fortăreața legionară și palatul episcopal construit mai târziu

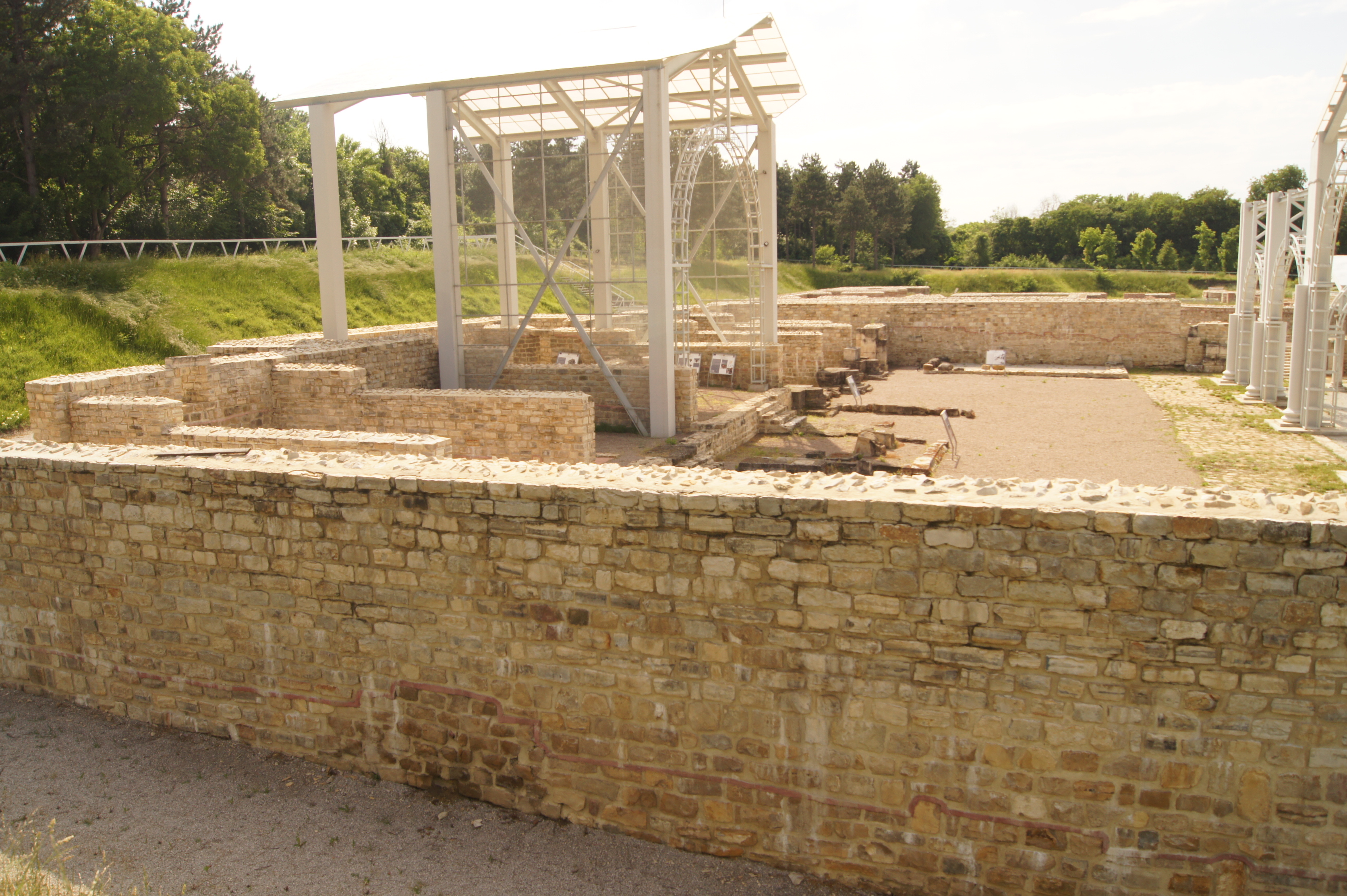
Cartierul garnizoanei legionare (principia)

Novae a fost inițial una dintre puținele fortărețe legionare romane mari de la granița imperiului, care făceau parte din liniile de apărare (limes Moesiae) de-a lungul Dunării, în nordul Bulgariei. Așezarea s-a extins ulterior și a devenit un oraș din provincia romană Moesia Inferior, mai târziu Moesia Secunda. Ea se află la aproximativ 4 km est de orașul modern Sviștov.
Fortăreața Novae este una dintre puținele fortărețe romane aflate de-a lungul limesului care a fost dezgropată și prezentată publicului.

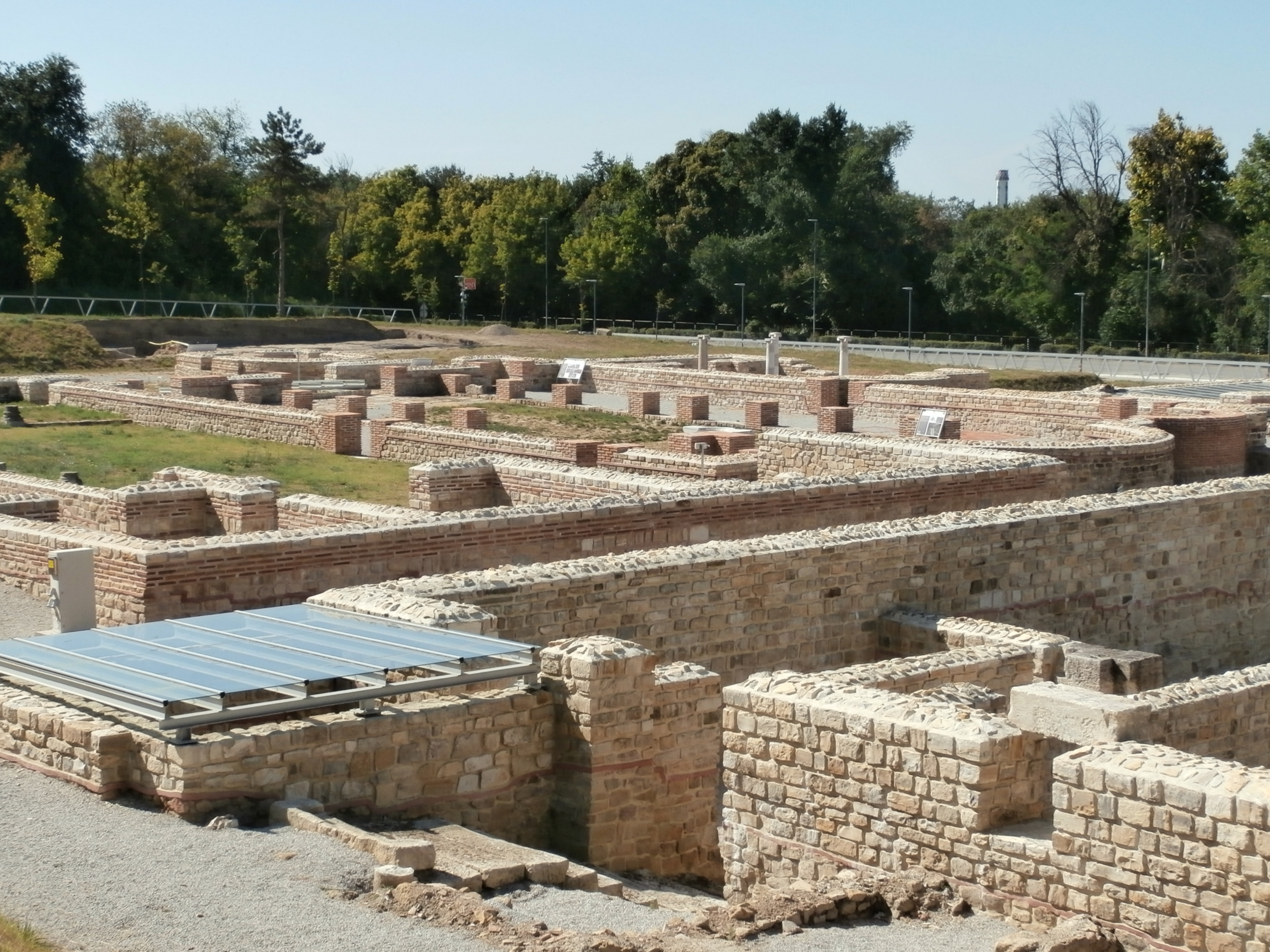
Palatul episcopal și catedrala înainte de ultima reconstrucție

## Localizare și topografie
Situl Novae este situat pe malul sudic al Dunării, la Pametnicite, lângă Sviștov (un sit memorial aflat în apropierea locului pe unde armata rusă a pătruns în Bulgaria în timpul Războiului Ruso-Turc din 1877) sau Stǎklen (un loc bogat în sticlă - în bulgară „stăklo”), întrucât numeroase fragmente antice de sticlă au fost descoperite în acest sit (producția de sticlă este atestată în perioada romană târzie a orașului Novae). Castrum legionis care se întindea pe o suprafață de 18 hectare este situat pe o pantă cu punctul cel mai jos aflat pe malul râului și punctul cel mai înalt cu 30 m mai sus în partea de sud a sitului. Terenul este format din niveluri terasate în interiorul zidurilor defensive.
În prezent, partea centrală a sitului arheologic a fost excavată și restaurată.

## Istorie și arheologie
Prezența militară romană în regiunea Dunării de Jos a început la mijlocul secolului I d.Hr. În jurul anului 45 d.Hr., Legio VIII Augusta, care a luat parte la înăbușirea răscoalei trace, a fost plasată aici și a construit un castru. În același timp a fost înființată provincia Moesia. În timpul Principatului, legiunea a controlat, prin detașamentele ei, secțiunea Dunării de la gura râului Osum (Asamus) până la gura râului Iantra, lângă Iatrus.
După moartea împăratului Nero, acțiunea de dislocare a mai multor legiuni în interiorul Imperiului de către împăratul Vespasian în anii 69-70 d.Hr. a avut ca efect înlocuirea Legio VIII Augusta cu Legio I Italica, care a rămas în Novae cel puțin în anii 430. În anul 86 d.Hr. provincia a fost împărțită, iar Novae a devenit, împreună cu Durostorum, a devenit una dintre cele două baze legionare din interiorul provinciei Moesia Inferior. În cursul războaielor purtate de împăratul Domițian cu dacii (85-89) castrul Novae nu a suferit pagube semnificative, ceea ce poate indica faptul că principalele operațiuni au avut loc în părțile de vest și de est ale provinciei.
Novae a servit ca bază de operațiuni pentru campaniile romane împotriva triburilor barbare, inclusiv pentru războaiele daco-romane ale lui Traian, și, în cele din urmă, pentru campaniile balcanice ale împăratului Mauriciu (582-602). Legiunea a fost responsabilă, de asemenea, cu construirea podului peste Dunăre.
Până în anul 70 d.Hr. zidurile cetății au fost construite din pământ și lemn. În timpul campaniilor lui Traian, vechile ziduri ale fortăreței au fost înlocuite cu ziduri de piatră cu o grosime de până la 3 m, cu turnuri pătrate. În afară de noile ziduri defensive, clădirea monumentală a cartierului militar (principia) cu noua bazilică traianică și noua clădire a unui spital (valetudinarium) au fost construite pe locul fostelor băi flaviene (thermae). Este posibil ca în perioada antonină legiunea să fi stăpânit zona aflată dincolo de râul Iantra. Perioadele cele mai prospere ale orașului Novae, ca și ale provinciei, au fost în timpul dinastiei Severilor.
În jurul anului 250 Novae a fost atacat de goții regelui Cniva, dar a nu a suferit daune. În cea de-a doua jumătate a secolului al III-lea așezarea a fost atacată sistematic și distrusă de barbari. Linia de est a noilor ziduri defensive a inclus suprafața suplimentară a canabae de peste 10 hectare, protejând așezarea civilă. Începând cu secolul al IV-lea, când legiunea a fost divizată în detașamente care ocupau mici forturi și fortărețe, clădirile civile au reprezentat majoritatea clădirilor interne din Novae, iar canabae și baza legionară au devenit un complex urban. Noile străzi au fost pavate cu piatră din zidurile cetății, care purta adesea inscripții. Au fost înființate mai multe ateliere de producere a obiectelor din sticlă atât în oraș, cât și în împrejurimile sale.
O vilă splendidă, aflată la vest de zidurile defensive, în interiorul canabae, ar fi putut fi reședința unui legat roman și a fost probabil distrusă în cursul invaziilor gotice din anii 376-378. După acest timp, așezarea a început să decadă și au fost construite clădiri din cărămidă uscată. După invazia hunilor din anul 441 orașul Novae a fost abandonat de legiune, dar principia a fost reconstruită și folosită ca un loc central de întâlnire și forum până la sfârșitul secolului al VI-lea.
La sfârșitul secolelor al V-lea și în cursul secolului al VI-lea Novae a fost sediul unui episcop. Catedrala și clădirile învecinate au fost construite peste cazarma legionară aflată la vest de fostul cartier de comandă al legionarilor. Ultima perioadă de prosperitate a așezării a avut loc în timpul domniei lui Iustinian (527-565) când au fost reconstruite și consolidate zidurile defensive, dar atacurile slavilor și avarilor au pus capăt existenței vechiului oraș. În secolele al IX-lea - al XI-lea au existat o biserică și un cimitir în partea de vest a orașului.
Novae este presupus a fi orașul de origine al sfântului Lup, care este venerat în tradițiile bisericești grecești și românești.
Săpăturile recente au scos la suprafață via principalis și alte clădiri. În 2018 au fost descoperite locuri posibile de înmormântare ale soldaților romani în apropiere de Novae.

## Așezări și situri civile
Canabae civil erau situat în jurul bazei legionare - partea cea mai extinsă la vest și sud-vest de fortăreață, acoperind 70-80 de hectare în vremea Principatului, iar o alta spre est. În perioada romană târzie orașul și-a micșorat suprafața și s-a întins pe cele 18 hectare din fosta bază legionară, pe 20-30 hectare din fostul canabae și probabil pe încă 10 hectare din anexa estică.
Un alt vicus civil a fost localizat peste 2 km est de fortăreață, la Ostrite Mogili.
De-a lungul drumurilor care porneau de la baza legionară au fost descoperite câteva cimitire (la vest, est și sud de sit). La aproximativ 2 km sud de fortăreață a fost excavat un templu al lui Liber Pater, iar în afara zidurilor de apărare estice un templu al zeilor răsăriteni.

## Numele sitului
În prezent este folosit numele de Novae (Nouae), deși toponimul s-ar fi putut referi la canabae (canabae legionis I Italicae Novae), când castrul însuși a purtat numele de castra legionis I Italicae. Sursele literare dau numele de Novae sau forma sa de acuzativ Novas (Itin. Ant. 221, 4; Iord., Get., 101, Tab. Peut. VIII, 1; Not. Dign. Or. XL, 30, 31; Eugipp., 44, 4) și transcrierea greacă - Nόβας dată de Procopius (De aed. IV, 11), Teofan Mărturisitorul (Chron., p. 423, 426, 436, ed. J. Classen) și Anonimul din Ravenna (IV, 7). Forma greacă Nόβαι apare destul de rară (Hierocl. Synecd. 636,6; Theoph. Sim. VII, 2.16; VIII, 4.3-4); forma anterioară menționată de Ptolemeu este Nooῦαι (Ptol. III, 10.10).

## Legături externe
- Research of the Institute of Archaeology, University of Warsaw
- Non-destructive surveys in the extramural area
- Bulgaria Travel - Novae Roman Town Arhivat în 7 octombrie 2010, la Wayback Machine.
- Archaeological Discoveries in Novae Continue
- Ancient Rome Festival Recreates Legionnaires' Fights in Bulgaria's Svishtov
- Mending bodies, saving souls: a history of hospitals
- BULGARIA: Heritage in Danger
- Festival of Ancient Heritage, Svishtov 2009 Arhivat în 6 martie 2012, la Wayback Machine.
- Festival of Ancient Heritage and Hrubieszow Museum Arhivat în 9 august 2010, la Wayback Machine.